# Ножак Остап Зіновійович
Остап Зіновійович Ножак (нар. 28 червня 1983, м. Чортків, Тернопільська область) —український поет, перекладач, дослідник історії.

## Біографія
Остап Ножак народився 28 квітня 1983 року у м. Чорткові Тернопільської області. У 2000 році закінчив Чортківську гімназію імені Маркіяна Шашкевича. Навчався у музичній школі. 2000 року вступив на філологічний факультет Чернівецького національного університету імені Юрія Федьковича (спеціальність — українська мова та література), який закінчив у 2005 році. Магістр української філології.
Працював журналістом і верстальником у газеті «Університетський вісник», викладачем на кафедрі журналістики філологічного факультету ЧНУ, викладачем польської мови у мовній школі й Університеті третього віку (Чернівці), бібліотекарем у Муніципальній бібліотеці імені Анатолія Добрянського, бібліографом у Національній бібліотеці Польщі. Захоплюється вивченням іноземних мов, генеалогією. У 2008-2011 роках видавав газету на генеалогічну тематику «Жаринка».

## Творча діяльність

### Літературна діяльність
Писати вірші почав у старших класах школи. Під час навчання в університеті був старостою літературної студії.
Участь у фестивалях, конкурсах:
- 2002, 2003 – Літературний конкурс імені Вадима Коваля (Чернівці), переможець;
- 2003 – Літературний конкурс «Молоде вино» (Київ), переможець;
- 2004 – Міжнародний конкурс знавців української мови імені Петра Яцика, переможець обласного етапу;
- 2005 – Конкурс студентської творчості «Весняна хвиля» (Київ), переможець;
- 2009 – Літературний фестиваль «Sliva-fest» (Київ), гість;
- 2011 – Міжнародний фестиваль поезії «Meridian Czernowitz» (Чернівці), гість;
- 2012 – Конкурс перекладачів «Metaphora» (Україна), учасник короткого списку;
- 2013 – Конкурс перекладачів «Metaphora» (Україна), переможець;
- 2013 – Міжнародний перекладацький семінар “Tłumacze bez granic» (Вроцлав), диплом учасника;
- 2014 – Конкурс перекладачів «Metaphora» (Україна), спеціальна відзнака;
- 2015 – Турнір одного вірша «Wiosna Poetów» (Вроцлав), відзнака.

Нагородою у 2003 році за перше місце в Літературному конкурсі імені Вадима Коваля (спільно з Юлею Шешуряк, Таїсією Заплітною, Богданом Ільницьким) стало видання збірки поезій «Кохаючи серп і молот постмодернізму». Також автор численних публікацій поезії, прози, публіцистики на шпальтах української і зарубіжної періодики, в Інтернет-виданнях і в колективних збірниках (Україна, Угорщина, Бразилія, Польща, США, Монголія). Окремі твори (оригінальні і переклади) можна знайти у журналах «Дзвін», «Буковинському журналі»,  «Київська Русь» (журнал), «Золота Пектораль», «Всесвіт» (журнал) та ін. Тексти Остапа Ножака перекладалися португальською, угорською, білоруською, польською мовами. Зокрема його поезії ввійшли до антології перекладів сучасних українських віршів на португальську мову, які переклала, уклала і видала в Бразилії у 2009 році Віра Вовк.
Літературні стипендії:
- 2008, липень — стипендія «Writer in Residence Program» (Печ (Угорщина));
- 2012, лютий–липень — стипендійна програма «Gaude Polonia» Міністра культури і національної спадщини Польщі, куратор – Адам Поморський; тема проекту: «Переклад сучасної польської поезії на українську мову» (Варшава).

### Перекладацька діяльність
Перекладає здебільшого з польської і білоруської, також переклав з латині Гаудеамус. У 2013 році переміг у конкурсі для перекладачів «Метафора» (за переклад з польської мови поезій Боґуслава Фаліцького, Ярослава Міколаєвського та есеїв Радослава Новаковського). У 2014 році отримав відзнаку на цьому ж конкурсі за переклад з польської поезій Анети Камінської.
Від 2012 року публікує переклади польської дитячої літератури в українських часописах для дітей "Стежка", "Пізнайко", "Ангелятко", "Ангеляткова наука", "Крилаті". Зокрема переклав "Локомотив" (автор — Юліан Тувім).
2015 року в тернопільському видавництві "Крок" (видавництво) вийшла збірка поезій Ярослава Міколаєвського "Хребет моєї дружини" в перекладі Остапа Ножака.
Польські автори в перекладі О. Ножака:
Wanda Chotomska, Krzysztof Ciemnołoński, Bogusław Falicki, Dorota Gellner, Piotr Gociek, Ryszard Marek Groński, Olga Jaworska, Aneta Kamińska, Grzegorz Kasdepke, Ludwik Jerzy Kern, Joanna Kulmowa, Jarosław Mikołajewski, Maciej Miłkowski, Dariusz Muszer, Radosław Nowakowski, Marcin Orliński, Joanna Papuzińska, Jacek Podsiadło, Tomasz Różycki, Wisława Szymborska, Julian Tuwim, Natalia Usenko, Danuta Wawiłow, Rafał Witek, а також польські колядки.
Білоруські автори в перекладі О. Ножака:
Максім Багдановіч, Ядвіга Квяткоўская, Валерый Ліпневіч, Алесь Разанаў, Уладзімір Сцяпан, Яўген Хвалей, Макс Шчур, Міхась Южык.

### Фотографія
Роки активної діяльності: 2005—2009. Брав участь у колективних виставках — у 2006 і 2009 рр., персональні виставки — 2007 і 2008 рр.